# Синюха (гора, Колыванский хребет)
Синюха — самая высокая гора Колыванского хребта (1210 м над уровнем моря) северо-западной части Алтайских гор.
С вершины открываются виды предгорных степей с одной стороны и тайги с другой. На вершине горы наблюдается выход гранитов, которые образуют причудливые композиции. На склонах горы растут густые леса пихты и сосны, а на самой вершине — только гранитные скалы, из-за слабой каменистой почвы, на которой плохо приживаются молодые деревья.
Гора является местом паломничества православных верующих, которые ежегодно на Троицу организуют восхождение на её вершину в память о монахинях существовавшего в начале XX века у подножия горы женского монастыря.
В окрестностях Синюхи, в пешей доступности расположены озера: Белое и Моховое. Синюха и её прилегающие земли имеют статус памятника природы.
У подножия Синюхи расположен заброшенный шахтёрский посёлок Колыванстрой.

## Галерея

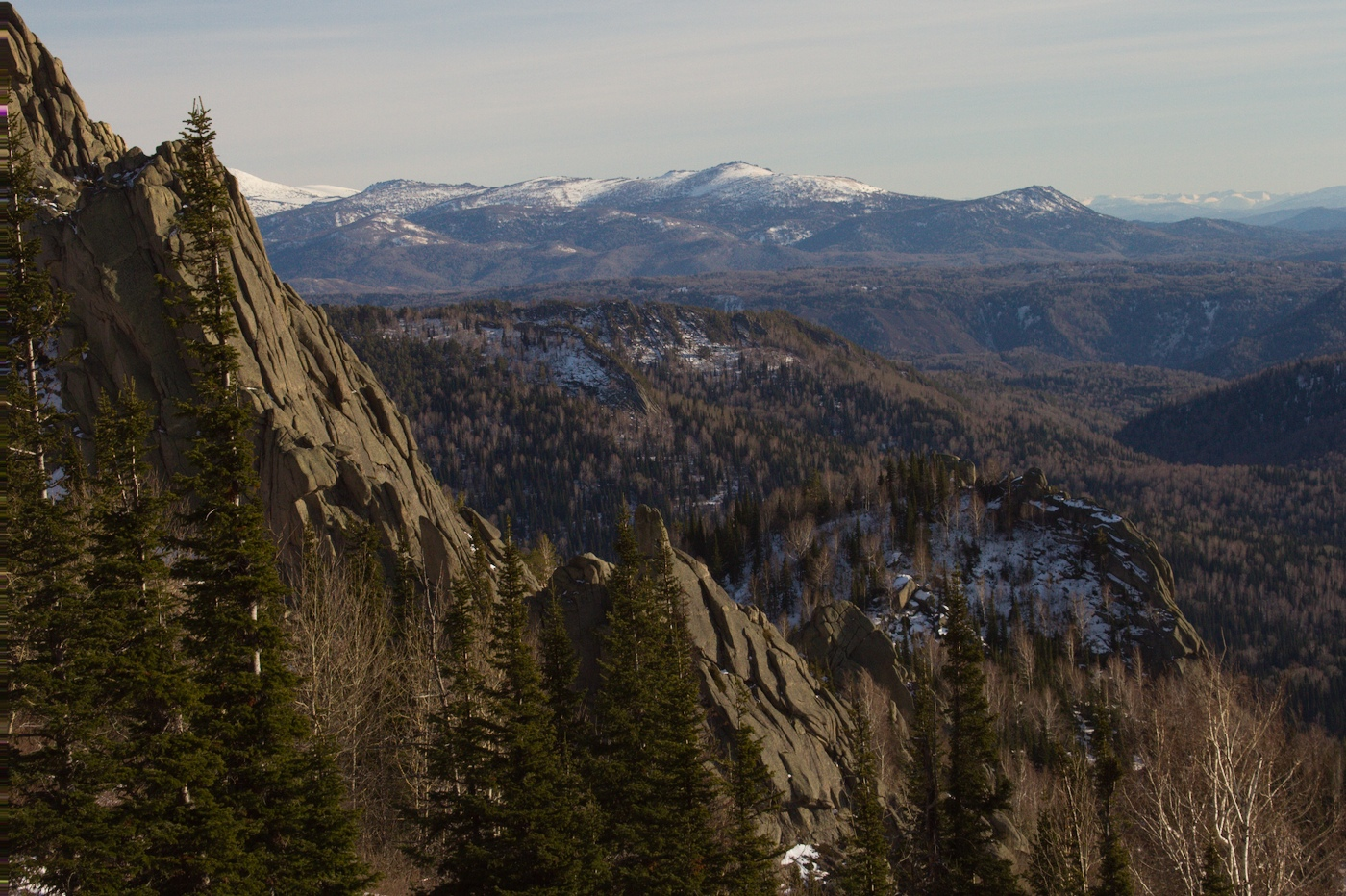
Вид с горы Синюха